# پیترز (کالیفرنیا)
پیترز (به انگلیسی: Peters) یک منطقهٔ مسکونی در ایالات متحده آمریکا است که در شهرستان سن ژواکین، کالیفرنیا واقع شده‌است. پیترز ۶٫۵۶۲ کیلومتر مربع مساحت و ۶۷۲ نفر جمعیت دارد و ۳۴٫۱۴ متر بالاتر از سطح دریا واقع شده‌است.